# كراسنوهوريفكا
كراسنوهوريفكا هي مدينة من مدن أوكرانيا. يبلغ عدد سكانها 16714 نسمة وذلك حسب إحصائيات سنة 2001. يبلغ ارتفاع المدينة عن سطح البحر قرابة 149 متر.

## أعلام
- مايكولا شماتكو